# Sotagliflozine
La sotagliflozine, commercialisée sous le nom de Zynquista, est un inhibiteur du cotransporteur sodium-glucose 1 (SGLT1) et du cotransporteur sodium-glucose 2 (SGLT2) qui inhibe le cotransport du sodium et du glucose, inhibe l’absorption intestinale du glucose et la réabsorption rénale du glucose. Il fait partie de la classe des gliflozines tout en ayant la particularité d'inhiber également le SGLT1.
Ce médicament est utilisé contre le diabète en association avec de l’insuline pour traiter les adultes présentant un diabète de type 1. Il est utilisé chez les patients en surcharge pondérale (indice de masse corporelle supérieur ou égal à 27 kg/m2) lorsque l’insuline seule ne permet pas de réguler suffisamment la glycémie.

## Mode d'action
En bloquant les SGLT1 dans l’intestin, la sotagliflozine retarde l’absorption du glucose dans le sang après un repas, permettant ainsi une diminution de la glycémie post-prandiale.
Dans les reins, la sotagliflozine bloque les SGLT2 qui empêchent le glucose présent dans la circulation sanguine d’être éliminé dans les urines. En conséquence, la sotagliflozine augmente la quantité de glucose éliminée par les reins dans les urines et réduit ainsi les taux de glucose dans le sang.

## Résultats
Dans le diabète de type 1, donné en association avec l'insuline, il permet une meilleure équilibration du diabète, avec toutefois, un risque accru d'acidocétose.
Comme pour d'autres gliflozines, en cas d'insuffisance cardiaque ou d'insuffisance rénale chronique, il permet de diminuer le risque de mortalité et de réhospitalisation pour une nouvelle poussée de décompensation cardiaque.